# Pargev Martirosyan
Pargev Martirosyan (in armeno Պարգև արքեպիսկոպոս Մարտիրոսյան?; Sumqayıt, 20 marzo 1954) è un arcivescovo cristiano orientale armeno.

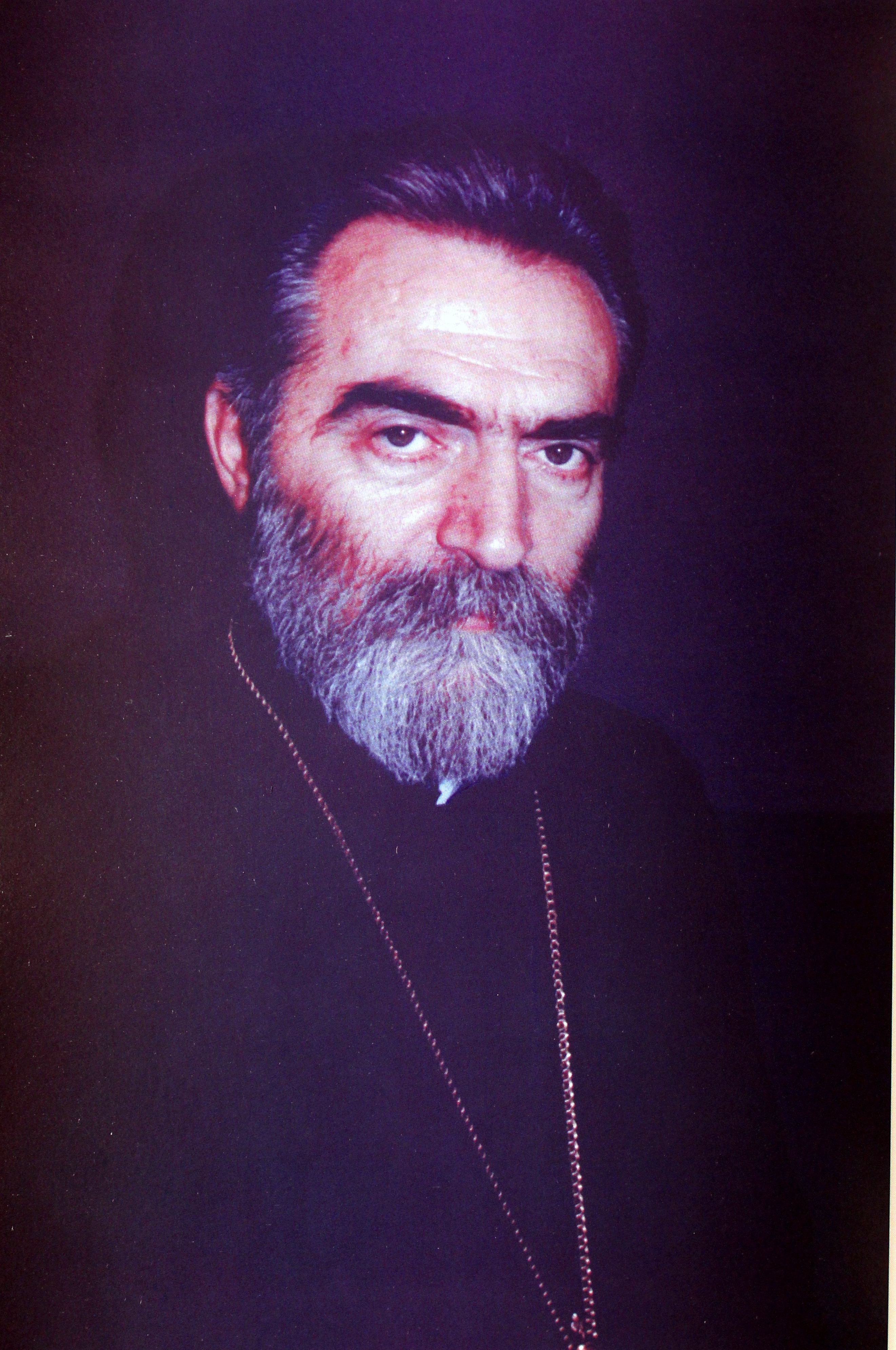
Pargev Martirosyan

Dal ristabilimento della diocesi nel 1989 è il Primate della Diocesi di Artsakh della Chiesa apostolica armena.

## Primi anni di vita ed educazione
Martirosyan è nato come  'Gurgen Martirosyan'  nella città azera sovietica di Sumqayıt nel 1954 in una famiglia armena di Çardaqlı, distretto di Şəmkir. La sua famiglia si trasferì a Erevan nel 1966. Nel 1976 si laureò presso l'università statale di lingue. Martirosyan in seguito ha lavorato nella scuola di villaggio Yeghegnut come insegnante di lingua russa, dopo di che è stato arruolato nell'esercito sovietico. Dal 1978 al 1980 ha lavorato presso il Ministero dell'Industria. Nel 1980 Martirosyan fu ammesso al seminario Teologico Gevorkiano di Echmiadzin. È stato ordinato diacono nel 1983. Ha terminato il seminario nel 1984 e ha proseguito gli studi presso l'Accademia teologica di Leningrado fino al 1986.

## Carriera religiosa
Nel 1985 fu ordinato sacerdote celibe e di nome Pargev. Nell'aprile del 1987 è stato nominato vardapet. Ha insegnato al Seminario teologico di Echmiadzin. Nel 1987 ha conseguito il dottorato in teologia presso l'Accademia teologica di Leningrado. Lo stesso anno ha iniziato a prestare servizio presso la chiesa di Santa Ripsima. Nel novembre 1988 fu consacrato vescovo dal Catholikos Vazgen I. Nel marzo 1989, è stato nominato il primate della nuova diocesi di Artsakh. Nel 1999 gli è stato conferito il titolo di arcivescovo da Karekin I.

## Guerra del Karabakh

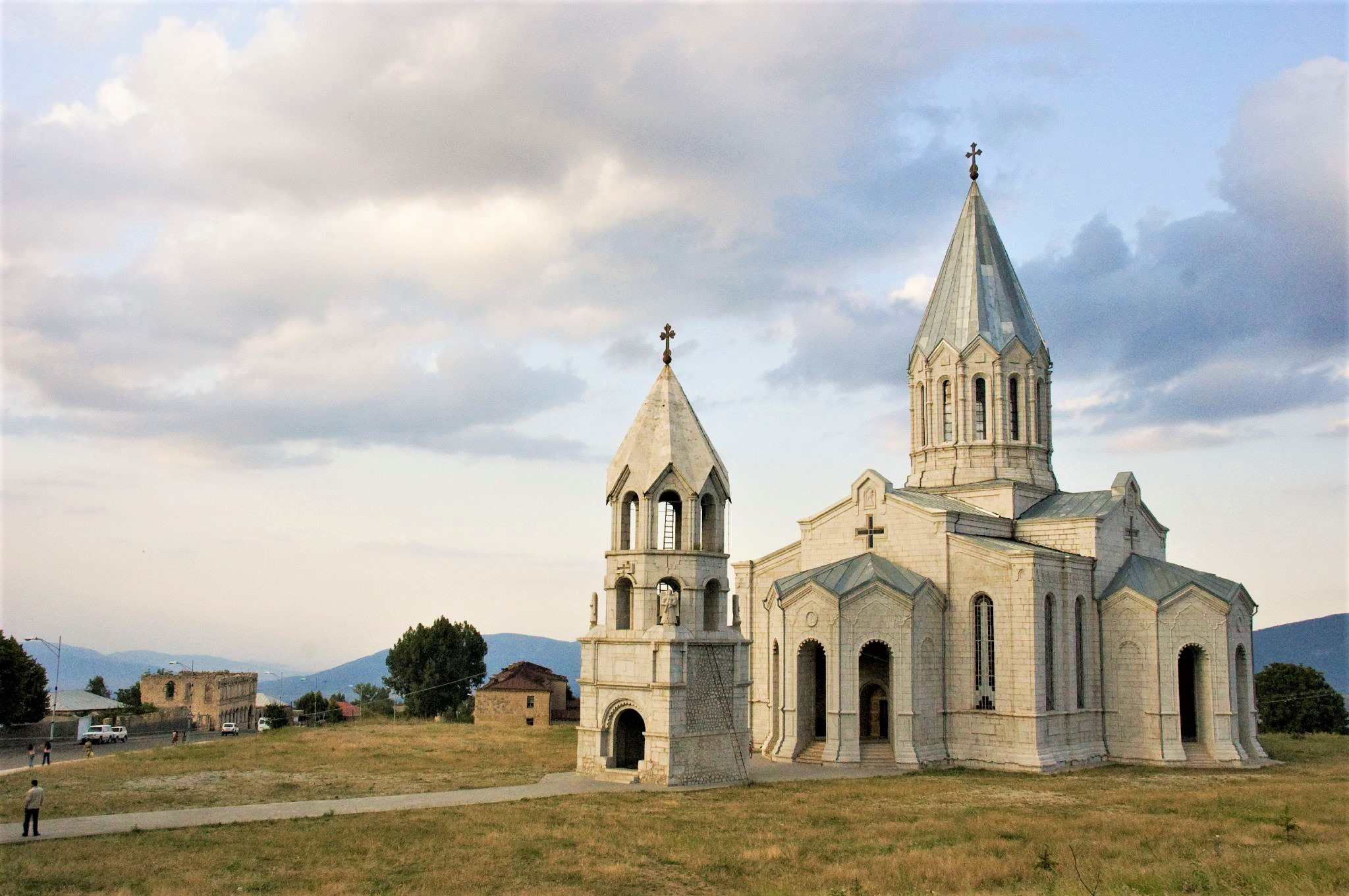
Cattedrale di Ghazanchetsots

Pargev Martirosyan fu nel Karabakh durante la guerra con l'Azerbaigian, che terminò nel 1994. Le forze armene segnarono la loro prima grande vittoria l'8-9 maggio 1992, quando presero il controllo di Shushi. L'arcivescovo Pargev benedisse i soldati armeni prima dell'inizio dell'operazione. La mattina del 9 maggio 1992 l'arcivescovo Pargev con un certo numero di soldati armeni entrò nella Cattedrale di Ghazanchetsots a Shushi, dove pregarono per i soldati caduti. Era la prima volta dal pogrom del 1920 che una preghiera veniva recitata nella cattedrale. Subito dopo la cattura della città, iniziarono i lavori di restauro della cattedrale che in precedenza era stata utilizzata dagli azeri come un arsenale.

## Lavori e attività
L'arcivescovo Pargev Martirosyan è autore di tre libri e numerosi articoli e saggi; è cintura nera classificata 1ª dan in shotokan karate ed è il presidente onorario della Federazione di Karate Shotokan dell'Armenia.
Gli è stato conferito il titolo onorifico più alto di Eroe di Artsakh.